# Hymn Estonii
Mu isamaa, mu õnn ja rõõm (z est. „Moja rodzinna ziemia, moje szczęście i radość”) – hymn państwowy Estonii. Słowa pieśni napisał Johann Voldemar Jannsen, popularny estoński działacz narodowy. Muzyka została zapożyczona z hymnu fińskiego, skomponowanego przez Friedricha Paciusa. Prawykonanie pieśni miało miejsce podczas Pierwszego Powszechnego Święta Pieśni w 1869 roku, na które przyjechało ponad 20 tys. Estończyków. Święto stało się pierwszą manifestacją estońskiej jedności. Wykonywano utwory niemieckie i dwa estońskie: Mu Isamaa i Moja ojczyzna, moja miłość do słów Lydii Koiduli z melodią Aleksandra Kunileida. Obie zyskały wielką popularność. Pierwsza z nich od 1896 roku stała się hymnem Estonii, druga – pieśnią narodową, bardzo popularną w latach okupacji radzieckiej, kiedy oficjalny hymn estoński był zakazany.
| Mu isamaa, mu õnn ja rõõm Mu isamaa, mu õnn ja rõõm, Kui kaunis oled sa! Ei leia mina iial teal See suure laia ilma peal, Mis mul nii armas oleks ka Kui sa mu isamaa! Sa oled mind ju sünnitand Ja üles kasvatand; Sind tänan mina alati Ja jään sul truuks surmani! Mul kõige armsam oled sa, Mu kallis isamaa! Su üle Jumal valvaku, Mu armas isamaa! Ta olgu sinu kaitseja Ja võtku rohkest’ õnnista’ Mis iial ette võtad sa, Mu kallis isamaa! | Moja rodzinna ziemia, moje szczęście i radość Moja rodzinna ziemio, moje radości i szczęście, jakżeś ty piękna! W całym świecie nie znajdę takiego miejsca, które pokochałbym tak jak ciebie, moja rodzinna ziemio! Moja kołyska stała na twej ziemi, którą błogosławi mój trud. Do ostatniego tchu moja wdzięczność dla ciebie, do śmierci będę wierny tej, która jest moim skarbem, tobie ojczyzno moja! Niech Bóg ma cię w opiece, ojczyzno moja ukochana! Niech chroni od złego, niech błogosławi łaskawie wszystkim poczynaniom twoim, kochana ojczyzno ma. |